# کلید، اردوباد
کلید، اردوباد (به ترکی آذربایجانی: Kilit) یک منطقهٔ مسکونی در جمهوری آذربایجان است که در جمهوری خودمختار نخجوان واقع شده‌است.